# 1393
سنة 1393 كانت سنة بسيطة تبدأ يوم الأربعاء (الرابط يظهر نموذج التقويم الكامل للسنة) من التقويم اليولياني.

## أحداث
- تأسيس مدينة كرزنو وتقع حاليا في بولندا.

## مواليد
- ماري من بورغندي، دوقة كليفه

## وفيات
- ابن رجب الحنبلي